# مخزن (کنترل نسخه)
مخزن (به انگلیسی: Repository) اصطلاحی در مبحث کنترل نسخه که معمولاً اشاره به یک ساختار داده دارد که عموماً در یک سرویس‌دهنده راه دور ذخیره شده و حاوی داده‌هایی از جمله موارد زیر است:
- مجموعه‌ای از فایل‌ها و دایرکتوری‌ها
- تاریخچه تغییراتی که در این فایل‌ها اعمال شده‌است
- مجموعه‌ای از کامیت آبجکت‌ها
- ارجاعاتی به کامیت آبجکت‌ها که به آنها هد (به انگلیسی: head) می‌گویند